# Divodurum Mediomatricorum
Divodurum Mediomatricorum est le nom romain d'origine celtique désignant la ville de Metz durant l'Antiquité.
Chef-lieu et oppidum de la cité des Médiomatriques, Divodurum est située au confluent de la Moselle et de la Seille sur l'actuelle colline Sainte-Croix.

## Étymologie
Si Jules César est l'un des premiers à citer le nom de la tribu celtique des Médiomatriques en latin dans ses Commentaires sur la guerre des Gaules. Strabon, géographe et historien grec du Ier siècle av. J.-C. et Ier siècle, la mentionne sous le nom de Μεδιοματρικοί (Mediomatrikoì), Tacite semble être l'un des premiers à indiquer que la cité messine était bien l'oppidum principal des Médiomatriques, en précisant « Diuoduri Mediomatricorum id oppidum est », soit « Divodurum est la place forte des Médiomatriques »,. La ville de Metz est de nouveau qualifiée, vers 400, de civitas Mediomatricorum ou « civitas des Mediomatrici ».
Composé des éléments celtiques (gaulois) bien connus divo- divinité et duro- marché, forum, latinisé en durum que certains historiens traduisent par « colline » à cause de la similitude avec duno- et en référence à la colline Sainte-Croix, berceau de la cité. Xavier Delamarre y voit le sens de « Place-des-dieux » (« enclos divin »). L'évolution phonétique de Divodurum s'est faite en Jouarre (Seine-et-Marne, Jotrum VIIe siècle),. L'ethnonymie Mediomatrici est une forme latinisée du gaulois Medio-māteres, qui signifie littéralement « mères du milieu ». Il est formé avec la racine medio- (« au milieu, central ») attachée à une forme plurielle de mātīr (« mère »). Le nom pourrait être interprété comme signifiant « ceux qui vivent entre la Matrona (Marne) et les rivières Matra » (c'est-à-dire les rivières mères), ou peut-être comme « les Mères du monde du milieu ».
Divodurum était l'oppidum (ville fortifiée), le chef-lieu de la nation gauloise que César appelle Mediomatrici : les Médiomatriques. Sur la table de Peutinger, la ville est désignée par rapport à la cité dont elle est le chef-lieu : Divodurum Mediomatricorum (Divodurum des Médiomatriques).
Aux IVe et Ve siècles se produit un changement important : les noms des villes s'estompent, et il ne subsiste, dans de très nombreux cas, que le nom du peuple qui constituait la cité (civitas). Ammien Marcellin appelle la ville Mediomatrici  ou Civitas Mediomatricorum. Le nom de la cité devient Mettis au Ve siècle,  qui donnera un millénaire plus tard Metz.

## Histoire

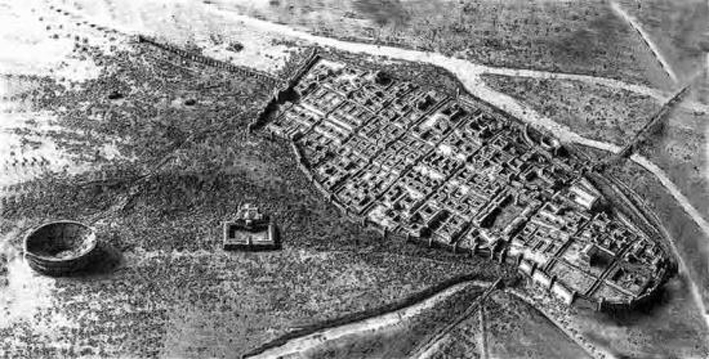
Maquette de la ville romaine.

Au IIe siècle et au Ier siècle avant notre ère, une occupation celtique perenne est attestée sur la colline Sainte-Croix de Metz. La nécropole des "Hauts de Sainte-Croix" a livré en effet une quinzaine d'urnes cinéraires soigneusement lissées, à "décor en bandes" sous le col, associées à du mobilier métallique caractéristique de l'époque laténienne (La Tène II et III).
Au Ier siècle de notre ère, l'oppidum principal des Médiomatriques est devenu une cité gallo-romaine prospère. L'habitat est encore principalement en bois et torchis, mais la zone urbanisée s'est très largement développée, au sud-ouest de l'oppidum celtique de la colline Sainte-Croix, quintuplant sa superficie. Divodurum est alors une ville romaine ouverte, dont le cœur correspond à la moitié est du centre-ville actuel (des berges de la Moselle à la place Saint-Louis), et possédant plusieurs faubourgs connus, situé aujourd'hui au Pontiffroy, à Outre-Seille, et au nord du  Sablon (secteur de l'amphithéâtre).
Profitant pleinement de la Pax Romana, la cité ne dispose pas encore d'enceinte fortifiée. Sa situation sur l'axe nord-sud allant de Lyon à Cologne, favorable au commerce, lui sera donc fatale en 69, lors du passage des troupes de Vitellius qui se solda par la mise à sac de la cité et le massacre de 4 000 habitants. Mais au IIIe siècle, en raison de l'approche des grandes invasions, Divodurum s'enferme dans une muraille (construite à partir d'un grand nombre de tombes de la nécropole du Sablon), qui réduit conséquemment son territoire, excluant ses quartiers périphériques, et le grand amphithéâtre. C'est d'ailleurs pour combler ce manque qu'à partir de ses pierres eut lieu la construction d'un petit amphithéâtre, au niveau de la rue de la Paix à proximité de la Moselle, servant aussi bien d'odéon que de théâtre (dont on devine encore le tracé par la disposition des bâtiments dans le secteur).

## Culte

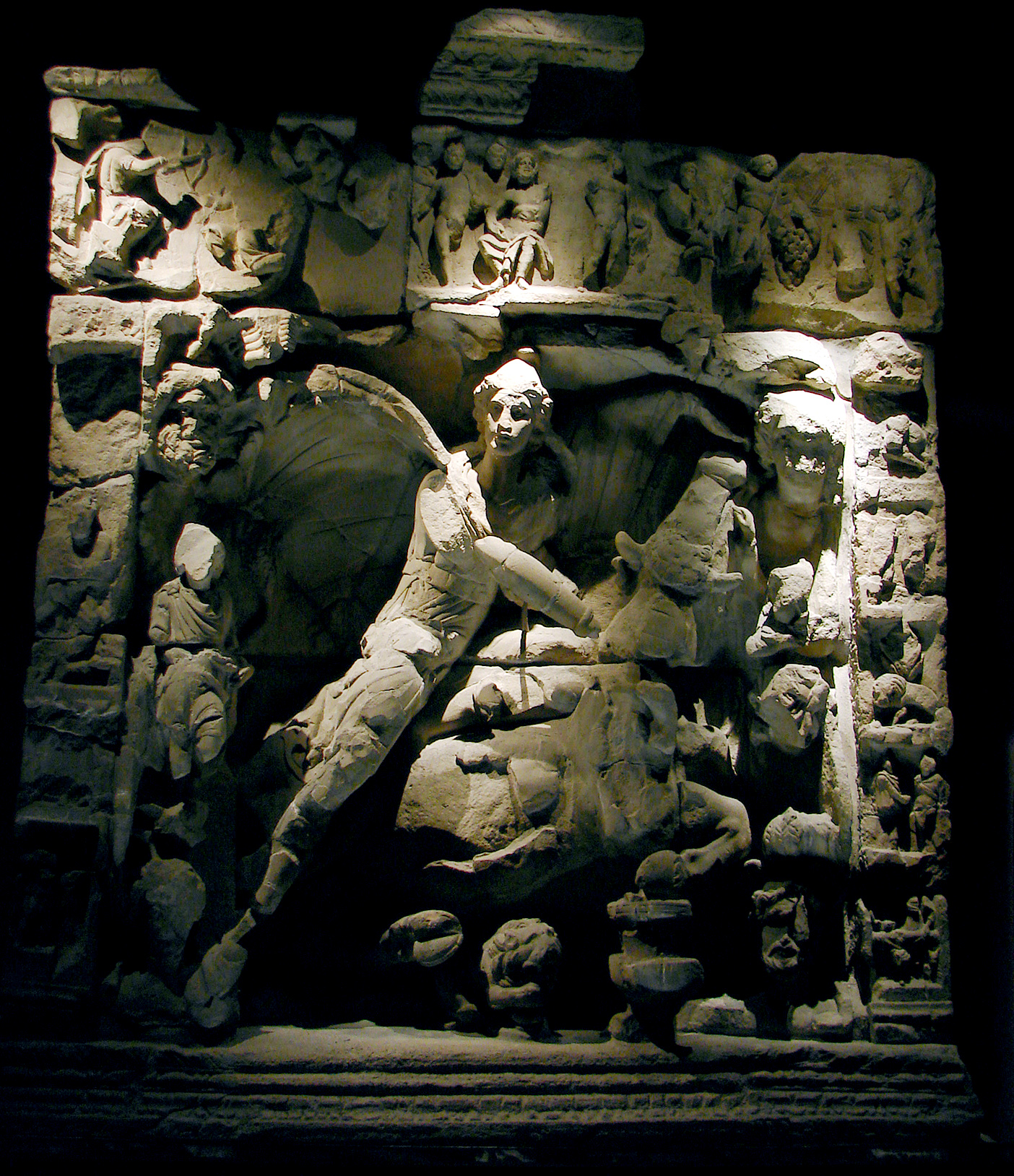
Bas-relief du mithraeum gallo-romain trouvé à Sarrebourg et conservé aux musées de Metz.

Les travaux de requalification du parking de la République ont mis au jour un morceau d'autel lié au culte de la déesse orientale Cybèle. C'est un témoignage important sur la diversité de la vie religieuse à Metz à l'époque romaine. La pierre de Cybèle a rejoint les musées de la Cour d'Or en compagnie de Mithra (culte de Mithra) et Isis, également célébrés autrefois en Moselle. Il est aussi à noter le culte celtique de la déesse locale Icovellauna dont le temple octogonal était bâti dans un puits à proximité de la nécropole du Sablon.

## Monuments
- Passage de voies importantes : le cardo maximus est la Via Scarponensis qui venait de Scarpone, entrait dans la ville par une porte de ville à proximité de l'actuelle porte Serpenoise — le tracé correspond aux actuelles rues des Trinitaires, Taison, Serpenoise, avenues Robert-Schumann et Avenue du Général-Leclerc, Rue de Verdun —, et allait jusqu'à Trèves ; le decumanus débutait à la porte Sailly[n 4] (actuelle place des Paraiges) en provenance de Mayence et Strasbourg, empruntait l'axe Fournirue - rue d'Estrées, puis enfin traversait la Moselle en aval du pont des Roches actuel en direction de Verdun et Reims.
- Muraille d'enceinte et portes de ville, vestiges de murs visibles dans une cour de la rue des Piques, dans le mur de l'église Saint-Martin et derrière les maisons de la place Saint-Louis.
- Aqueduc de Gorze à Metz.
- Forum et temple, à proximité de la place Saint-Jacques.
- Basilique civile du forum.
- Thermes du nord, conservées au sous-sol des musées de la Cour d'Or.
- Thermes du quartier Saint-Jacques.
- Thermes du Pré aux Clercs.
- Thermes dont la palestre est la base de l'église Saint-Pierre-aux-Nonnains.
- Petits thermes.
- Petit amphithéâtre, mi-théâtre, mi-spectacles de l'arène, rue Sainte-Marie.
- Grand amphithéâtre construit au Ier siècle, à côté du centre Pompidou-Metz.

## Divodurum dans la bande dessinée
Dans l'album de bande dessinée Le Tour de Gaule d'Astérix par René Goscinny et Albert Uderzo, les deux héros Astérix et Obélix font étape à Divodurum.